# 元和郡県志
『元和郡県志』（げんなぐんけんし）は、唐代の地理書。現存する唐の全国的な地誌としては、敦煌から発見された残巻を除くと唯一のものである。
宰相の李吉甫（り きっぽ、李徳裕の父）が撰述し、元和8年（813年）に憲宗に進上した。はじめの書名は『元和郡県図志』といい、47の鎮ごとに図が附属していたが、図は後に失われた。もと40巻（および目録2巻）で、うち34巻が現存する。

## 概要
李吉甫の序によると、従来の地理書は古い事柄に集中して現在の事を書き忘れたり、奇怪な事柄ばかりを書いて、政治により重要な山川などの地形の記事をおろそかにしていたので、その反省に立って新たな地理書を撰述した。
もと40巻あったが、現在は巻19・20・23・24・26・36の6巻を欠く。それ以外の巻にも欠落がある。四庫全書本は40巻がそろっているが、これは残った巻をもとに40巻に仕立て直したものであり、欠けた巻が発見されたわけではない。
繆荃孫『元和郡県志闕巻逸文』は、欠落部分を輯逸した書物である。

## 構成・内容
『元和郡県志』では全国を十道に分け、首都の京兆府から順に各地の府・州・県の戸数・地理・貢賦などを記す。また各節度使が支配している領域を記す。最後の隴右道は当時吐蕃の支配下にあった。
戸数については8世紀はじめの開元戸と9世紀はじめの元和戸の両方を記しているため、時代による人口の変遷を知ることができる。
- 関内道（巻1-4）
- 河南道（巻5-11）
- 河東道（巻12-15）
- 河北道（巻16-19）巻19欠
- 山南道（巻20-23）巻20・23欠
- 淮南道（巻24）   欠
- 江南道（巻25-30）巻26欠
- 剣南道（巻31-33）
- 嶺南道（巻34-38）巻36欠
- 隴右道（巻39-40）